# Angelo Meli
Monsignor Angelo Meli (Trescore Balneario, 1º agosto 1901 – Bergamo, 1º dicembre 1970) è stato un presbitero, storico, scrittore e compositore italiano; è l'autore del testo ufficiale del canto natalizio "Astro del Ciel", versione in italiano di Stille Nacht.

## Biografia
Dopo aver compiuto gli studi nel seminario vescovile bergamasco, venne accolto presso il seminario Lateranense a Roma dove fu ordinato sacerdote nel 1926. Nello stesso anno si laureò in teologia. In quel periodo si dedicò anche agli studi musicali ed in seguito approfondì gli studi biblici.
Tornato a Bergamo fu nominato docente di scienze bibliche presso il seminario (1929–1951). Molto conosciuto per gli interessi rivolti alla filosofia e alla Bibbia, alle scienze, alla storia ed alla musica; collaborò con la casa musicale Edizioni Carrara come autore e traduttore dei testi sacri. Nel 1937 pubblicò uno spartito dal titolo "Preghiera di Natale" contenente un testo in italiano per il celebre canto natalizio austriaco Stille Nacht di Franz Xaver Gruber, intitolato “Astro del Ciel"; esso non è la traduzione del testo in tedesco, ma una composizione poetica originale scritta per essere compresa e cantata sulla base musicale di Gruber dalle persone italiane del tempo.
Compose anche qualche altro piccolo mottetto.
Dal dicembre 1951 fu priore della basilica di Santa Maria Maggiore, ed effettuò numerose ricerche riguardanti la storia e l'arte locale, principalmente concernenti la basilica stessa ed il Consorzio della Misericordia Maggiore di Bergamo. Contribuì inoltre a svelare il mistero della collocazione dei resti di Bartolomeo Colleoni, un enigma che per decenni fu oggetto di attenzione della cronaca locale.